# Абалада, Дива Тейшейра Мендес
Дива Тейшейра Мендес Абалада (порт. Diva Teixeira Mendes Abalada; 8 сентября 1934 — 28 апреля 1995) — бразильский музыкальный педагог.
Окончила Национальную школу музыки как пианистка (1953), затем получила вокальное образование (в том числе под руководством Эйтора Вила-Лобоса). С 1975 г. преподавала вокал в Национальной школе музыки, из её учеников наиболее известен тенор Жозе Пауло Бернардес. В начале 1980-х гг. заместитель директора, в 1985—1989 гг. директор. Основательница (1982) и первый президент Бразильской ассоциации музыкальных школ (ABEMUS).